# The Stooges
The Stooges ([ðə ˈstuːdʒɪz]) — американская рок-группа, фронтменом которой являлся Игги Поп. Стиль The Stooges определяют как гаражный рок, прото-панк, глэм-рок; на их официальном MySpace стиль группы обозначен как психоделический рок / панк / метал. Ранние альбомы группы оказали большое влияние на развитие панк-рока и альтернативной музыки, значительно опередив своё время. В 2005 году журнал Rolling Stone поместил группу на 78-е место в списке величайших исполнителей всех времён.

## История
Группа была основана Джеймсом Остербергом (более известным как Игги Поп, вокал) с бас-гитаристом Дэйвом Александером и братьями Роном (гитара) и Скоттом Эштонами (ударные); последние трое перед встречей с Остербергом играли в группе Dirty Shames. Концертный дебют состоялся в Хэллоуин 1967 года в Университете Мичигана. Тогда Stooges выступали под названием Psychedelic Stooges, и играли на разогреве у таких групп, как MC5.
Одноимённый дебютный альбом The Stooges продюсировал Джон Кейл из Velvet Underground. Альбом вышел в 1969 году и занял 106 место в хит-параде США. В следующем году вышел второй альбом Fun House, записанный немного изменённым составом. После его выхода стала обостряться тенденция к распаду группы, связанная не в последнюю очередь с поголовным злоупотреблением наркотиками (особенно отличался этим Игги Поп). Кроме того, вскоре после записи второго альбома Игги выгнали из группы из-за инцидента с наркотиками Дэйва Александера, умершего в 1975 году от пневмонии на фоне алкоголизма. В 1972 году группа практически распалась. В том же 1972-м Игги познакомился и подружился с Дэвидом Боуи. Боуи пригласил двух участников Stooges — Игги и Джеймса Уильямсона — в Великобританию и обеспечил им контракт с Columbia Records. Была предпринята попытка возродить The Stooges с новыми британскими музыкантами, но, не найдя подходящих людей, Игги вернул в группу братьев Эштон. В таком составе, под названием Iggy & The Stooges, они записали свой последний (до воссоединения в 2000-х) альбом Raw Power (1973).
Несмотря на отсутствие коммерческого успеха в то время, Raw Power стал одним из основных альбомов прото-панка, во многом определив дальнейшее развитие стиля. Музыкальная тусовка и пресса крайне высоко оценили новый материал группы; например, о песне «Search and Destroy» известный журналист и менеджер Stooges Дэнни Филдс сказал: «Одна из величайших рок-н-ролльных песен всех времён и народов. Лучше просто некуда». Однако, проблемы с наркотиками и становившееся всё более неконтролируемым поведение Игги (а также противоречия внутри группы, вызванные появлением в ней Джеймса Уильямсона) обострялись, и Stooges прекратили своё существование в 1974 году. В концертном альбоме Metallic K.O. записан последний состоявшийся вплоть до 2000-х годов концерт Stooges.
В 1976 году Игги Поп начал успешную сольную карьеру. Братья Эштоны основали группу The New Order (не путать с британской группой New Order).
После почти тридцатилетнего перерыва, в 2002 году The Stooges воссоединились под названием Iggy and the Stooges. В новый состав вошли Игги Поп, братья Эштоны и басист Майк Уотт (Minutemen, fIREHOSE). В марте 2007 года вышел студийный альбом The Weirdness, спродюсированный Стивом Альбини.
6 января 2009 года Рон Эштон был найден мёртвым в своём доме. В официальном сообщении группы он был назван «незаменимым».
В интервью в мае 2009 года Игги Поп заявил, что группа продолжит выступать с Джеймсом Уильямсоном в качестве гитариста. Их первый концерт состоялся 7 ноября в Сан-Паулу. В репертуар были добавлены песни из альбома Raw Power и несколько песен из ранних сольных альбомов Игги Попа.
В 2010 году The Stooges были занесены в Зал славы рок-н-ролла.
30 апреля 2013 года группа выпустила новый альбом Ready to Die.
15 марта 2014 года от неизвестной болезни, в возрасте 64 лет скончался Скотт Эштон. В октябре 2015 года в возрасте 66 лет скончался саксофонист Стив Маккей.

22 июня 2016 года гитарист Джеймс Уильямсон объявил о распаде группы: 
The Stooges больше нет. По сути, все мертвы, кроме Игги и меня. Так что было бы нелепо пытаться гастролировать как Iggy and The Stooges, когда в группе есть только один Stooge, а потом у вас есть ещё сторонние парни. Для меня это не имеет никакого смысла
Уильямсон также добавил, что гастроли стали скучными, а попытка сбалансировать карьеру группы и карьеру Попа была трудной задачей.

## Кавер-версии
- В первом альбоме британской панк-рок-группы Damned, «Damned Damned Damned», есть кавер на песню «1970» (под альтернативным названием «I Feel Alright»). Другие британские панки, Charged GBH, перепели «I Feel Alright» (их версия вышла в альбоме «City Baby's Revenge»), как и Hanoi Rocks, записавшие «I Feel Alright» для концертного альбома «All Those Wasted Years». Постпанк-группа Mission of Burma также выпустила версию «1970» (под обычным названием) в вышедшем после её распада концертном альбоме «The Horrible Truth About Burma». Кавер «1970» записали также Monster Magnet, сделавшие после этого песню постоянной частью концертного сет-листа.
- Группа Sex Pistols исполняла кавер-версию песни «No Fun» на всех концертах вплоть до распада группы в 1978 году. В дальнейшем, после воссоединения, группа Sex Pistols также продолжала исполнять этот кавер на всех концертах. Официально кавер выходил на различных сборниках группы.
- После распада Sex Pistols Сид Вишес исполнял кавер-версии «I Wanna Be Your Dog» и «Search and Destroy» (вышли на концертном сборнике «Sid Sings»).
- В 1983 году группа Sonic Youth записала кавер-версию песни «I Wanna Be Your Dog», которая вошла в их первый лонгплей «Confusion Is Sex».
- В 1983 году группа The Sisters of Mercy записала кавер-версию песни «1969» и выпустила синглом, позже композиция вошла в сборник «Some Girls Wander by Mistake».
- Guns N’ Roses выпустили кавер-версию «Raw Power» в 1993 году в альбоме The Spaghetti Incident? (1993).
- Версия «Dirt» в исполнении Depeche Mode вошла би-сайдом на их сингл «I Feel Loved» 2001 года, а также на саундтрек к фильму «Обитель зла».
- «Funhouse» была исполнена The Birthday Party (при участии Джима Тирвелла из Foetus на саксофоне) и вошла на сборник «Live 1981-82».
- В 2007 году R.E.M. и Патти Смит исполнили «I Wanna Be Your Dog» на церемонии включения в Зал славы рок-н-ролла.
- В 1996 году появилась кавер-версия песни «I Wanna Be Your Dog» в исполнении Slayer (альбом «Undisputed Attitude»).
- См. также отдельные статьи о песнях.

## Участники группы
Последний состав
- Игги Поп — ведущий вокал (1967—1974, 2003—2016), клавишные (1972—1973)
- Джеймс Уильямсон — гитара (1970—1971, 1972—1974, 2009—2016), бэк-вокал  (1972—1974)
- Майк Уотт — бас-гитара (2003—2016)
- Тоби Даммит — ударные, перкуссия (2011—2016)

Бывшие участники
- Скотт Эштон — ударные, бэк-вокал (1967—1974, 2003—2014; умер в 2014)
- Рон Эштон — гитара, бэк-вокал (1967—1971, 2003—2009; до самой смерти), бас-гитара (1972—1974)
- Дэйв Александер — бас-гитара, бэк-вокал (1967—1970; умер в 1975)
- Стив Маккей — саксофон (1970, 2003—2015; до самой смерти)
- Билл Четам — гитара (1970; умер в конце 1990-х)
- Джимми Рекка — бас-гитара (1971)
- Зэк Зеттнер — бас-гитара (1971; умер в 1973)
- Боб Шефф — клавишные (1973; умер в 2020)
- Торнадо Тёрнер — гитара (1973)
- Скотт Тёрстон — клавишные, бэк-вокал (1973—1974; гостевой музыкант 2010, 2013)

## Дискография

### Альбомы
- 1969: The Stooges
- 1970: Fun House
- 1973: Raw Power
- 1976: Metallic K.O. — запись последнего концерта The Stooges в «Michiganpalace», Детройт
- 1977: I’m Sick of You! — мини-альбом
- 2007: The Weirdness
- 2013: Ready to Die[17]

### Синглы

#### Изданные во время существования группы
| Год  | Сторона A                          | Сторона B                            | Лейбл   | Страна             |
| ---- | ---------------------------------- | ------------------------------------ | ------- | ------------------ |
| 1969 | I Wanna Be Your Dog (mono version) | I Wanna Be Your Dog (stereo version) | Elektra | промоиздание       |
| 1969 | I Wanna Be Your Dog                | 1969                                 | Elektra | США                |
| 1969 | 1969                               | Real Cool Time                       | Elektra | Франция            |
| 1969 | I Wanna Be You Dog                 | Ann                                  | Vedette | Франция            |
| 1970 | Down on the Street                 | I Feel Alright                       | Elektra | США Франция Япония |
| 1973 | Search and Destroy (mono version)  | Search and Destroy (stereo version)  | Sony    | промоиздание       |
| 1973 | Search and Destroy                 | Shake Appeal                         | Sony    | США                |
| 1973 | Search and Destroy                 | Raw Power                            | Sony    | Япония             |
| 1977 | I Got a Right!                     | Gimme Some Skin                      | Siamese | США                |
| 1977 | I'm Sick of You                    | Tight Pants / Scene of the Crime     | Bomp    | США                |
| 1977 | Gimme Danger                       | Heavy Liquid / (I Got) Nothing       | Skydog  | Франция            |
| 2007 | Free & Freaky                      |                                      | Virgin  | США                |

#### Другие
| Год  | Сторона A                          | Сторона B                             | Лейбл    | Страна         |
| ---- | ---------------------------------- | ------------------------------------- | -------- | -------------- |
| 1988 | Johanna                            | Purple Haze                           | Revenge  | Франция        |
| 1989 | My Girl Hates My Heroin            | How It Hurts                          | Revenge  | Франция        |
| 1989 | She Creatures of Hollywood Hills   | Untitled Scratch 5 UK                 |          | Великобритания |
| 1990 | T.V. Eye (Live)                    | What You Gonna Do                     | Revenge  | Франция        |
| 1990 | Till the End of the Night          | I’m Sick of You                       | Revenge  | Франция        |
| 1990 | She Creatures of Hollywood Hills   | Tight Pants / Jesus Loves the Stooges | Revenge  | Франция        |
| 1990 | Open Up and Bleed (studio version) | I Got a Right! / Gimme Some Skin      | Revenge  | Франция        |
| 1990 | Nowhere                            | Consolation Prizes / Johanna          | Revenge  | Франция        |
| 1990 | I Got a Right!                     | Gimme Some Skin                       | Bomp     | США            |
| 1998 | I Got Nothing                      | Cock in My Pocket                     | Jungle   | Великобритания |
| 1999 | Gimme Danger                       | Heavy Liquid                          | Munster  | Испания        |
| 2005 | Search and Destroy                 | Penetration                           | Sundazed | США            |
| 2005 | 1970 [original mono single mix]    | Not Right [John Cale mix]             | США      |                |

## Фильмография

### Документальные фильмы
- 2016 — Gimme Danger. История Игги и The Stooges, документальный фильм Джима Джармуша

### Концертные видео
- 2003 — Live in Detroit
- 2003 — Iggy & the Stooges Reunion at Coachella!
- 2007 — Escaped Maniacs